# معين نابة (حبيش)

تعديل مصدري - تعديل

معين نابة محلة تابعة لقرية صائر، التابعة لعزلة صائر بمديرية حبيش إحدى مديريات محافظة إب في الجمهورية اليمنية، بلغ تعداد سكانها 111 حسب تعداد اليمن لعام 2004.